# Takahashi Yuichi

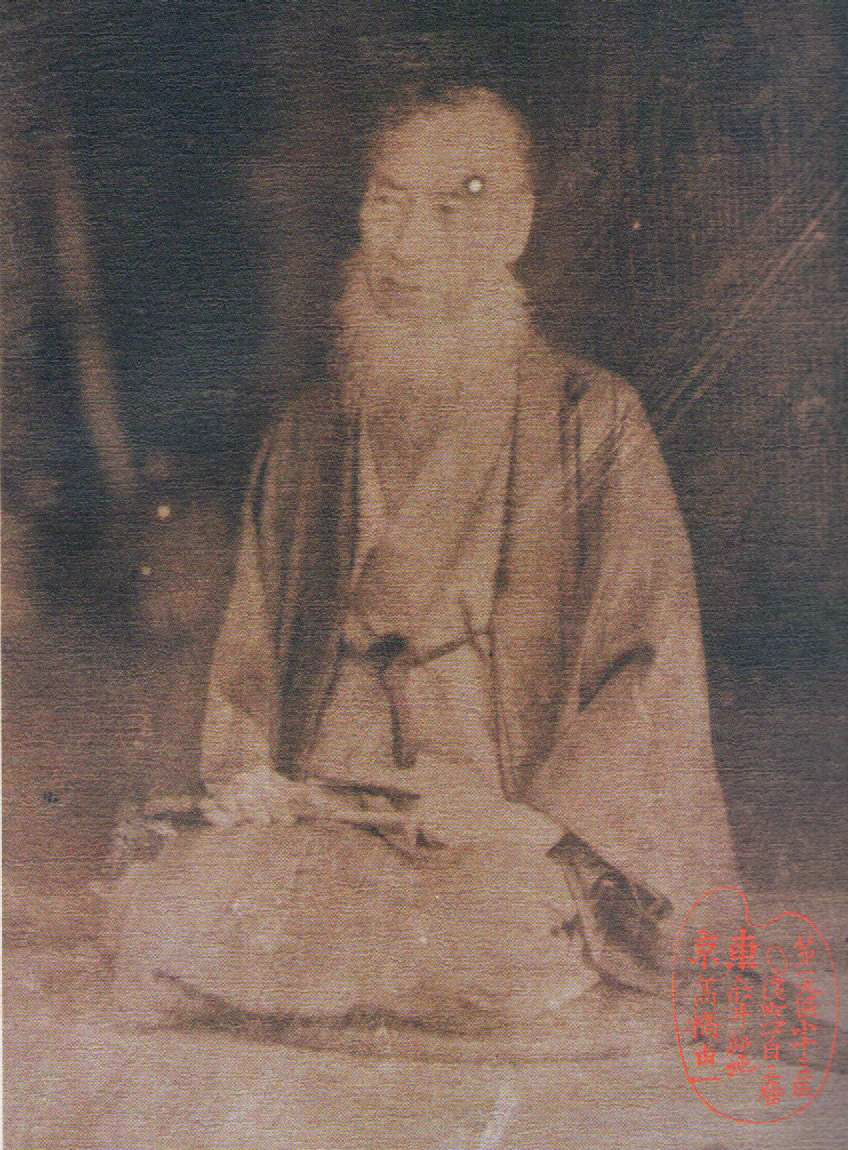
Takahashi Yuichi, Bildnis im Präfekturmuseum Mie

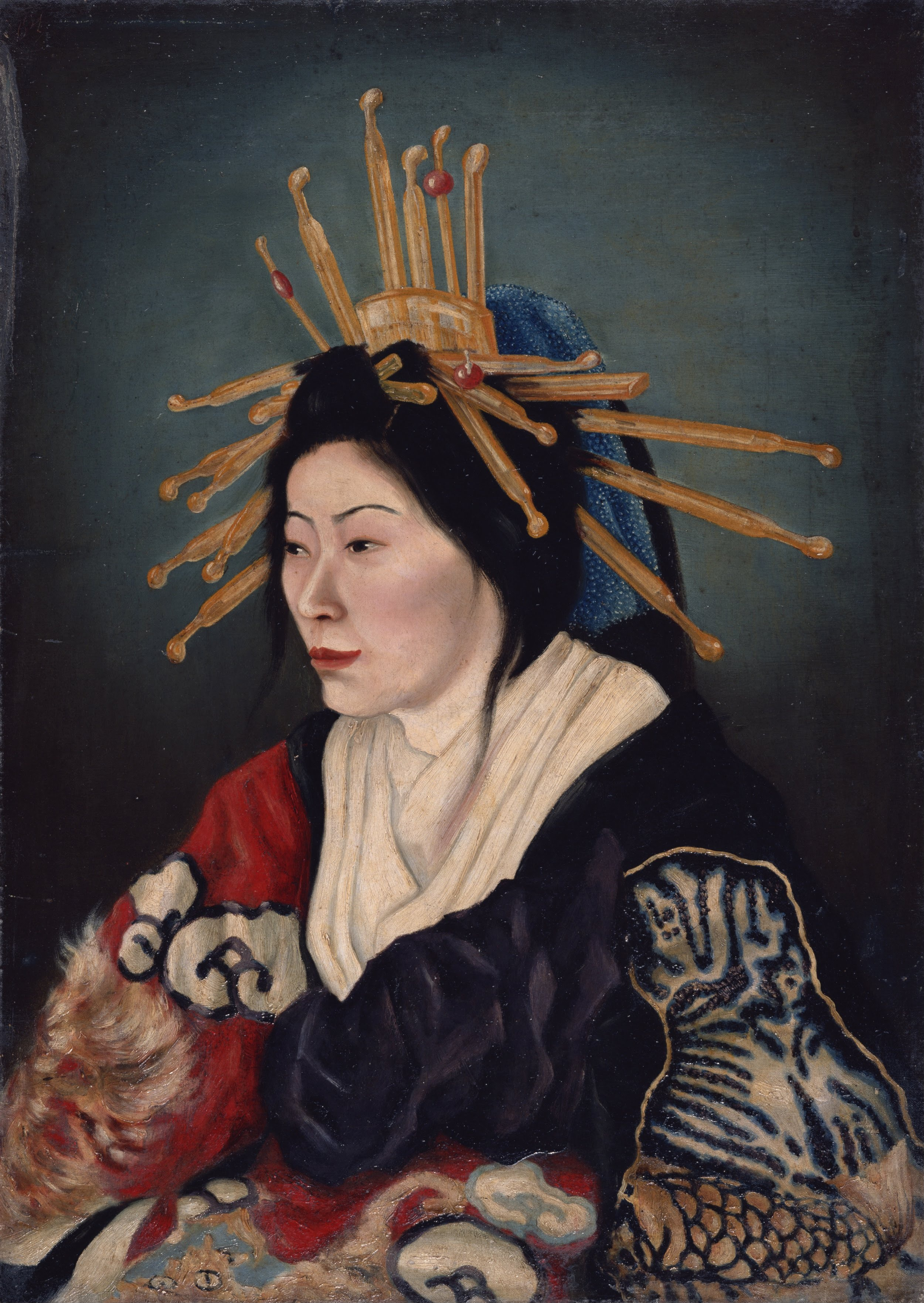
„Oiran“, 1872 (Öl auf Leinenwand, 76,3×54,0 cm)

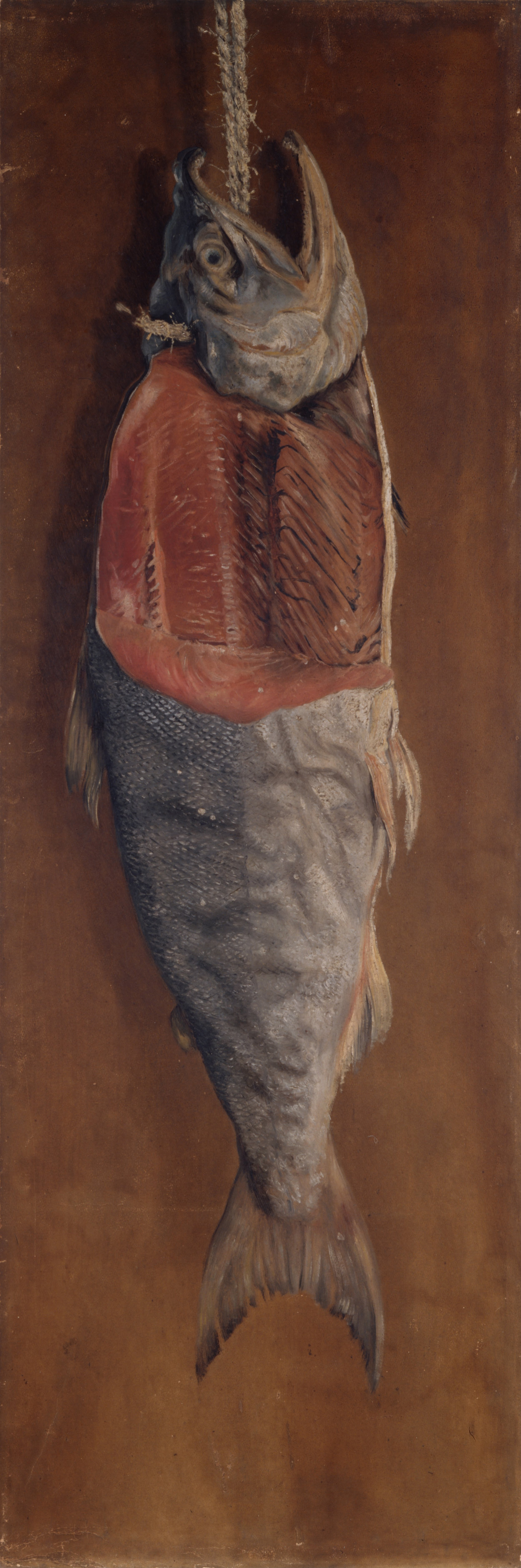
Sake (鮭, „Lachs“), um 1877 (Öl auf Papier, 140,0×46,5 cm)

Takahashi Yuichi (japanisch 高橋 由一; * 5. Februar 1828 in Edo; † 6. Juli 1894 ebenda) war ein japanischer Maler des westlichen Malstils (yōga).

## Leben
Takahashi wurde als Sohn des Lehnsmannes des Sano-Han (Provinz Shimotsuke, heute Präfektur Tochigi) Takahashi Genjūrō in Edo geboren. Früh an Malerei interessiert, begann er unter den Malern der Kanō-Schule Kanō Dōtei, danach bei Kanō Tangyokusai zu studieren, musste das aber aus Zeitgründen aufgeben. 1862 erhielt er eine Anstellung im „Bansho-shirabe sho“, der Einrichtung des Shogunats zum Studium westlicher Schriften, und studierte dort unter Kawakami Tōgai (1827–1881) westliche Malerei. Ölmalerei studierte er unter Charles Wirgman. In der Meiji-Zeit bekam er eine Anstellung in der „Daigaku nankō“, einer Vorläufer-Einrichtung der Universität Tokio. 1873 eröffnete er eine eigene Malschule „Tenkairō“. Zu seinen Schülern gehörte u. a. Harada Naojirō (1863–1899), der seine Studien in München fortsetzte.

## Wirken
Bereits hundert Jahre vorher hatte sich Hiraga Gennai mit Ölmalerei befasst. Weiter ist z. B. Shiba Kōkan zu nennen, der Ölmalerei studierte und der Kupferstiche in westlicher Manier schuf. Takahashi muss Shibas Werke gekannt und geschätzt haben: er schuf ein posthumes Porträt von ihm. Aber Takahashi war es, der zu Beginn der Meiji-Zeit mit seiner Malerei zur Stelle war, als sich das Land dem Westen und auch der westlichen Kunst öffnete.
Tief beeindruckt vom hohen Grad des Realismus holländischer Maler seiner Zeit schuf er unter Verwendung von Ölfarbe Stillleben mit dieser seinerzeit für Japan neuen Maltechnik.
Er war der erste  Meister der japanischen Ölmalerei der Mejii-Periode, blieb für manche seiner Zeitgenossen aber eher unverständlich.

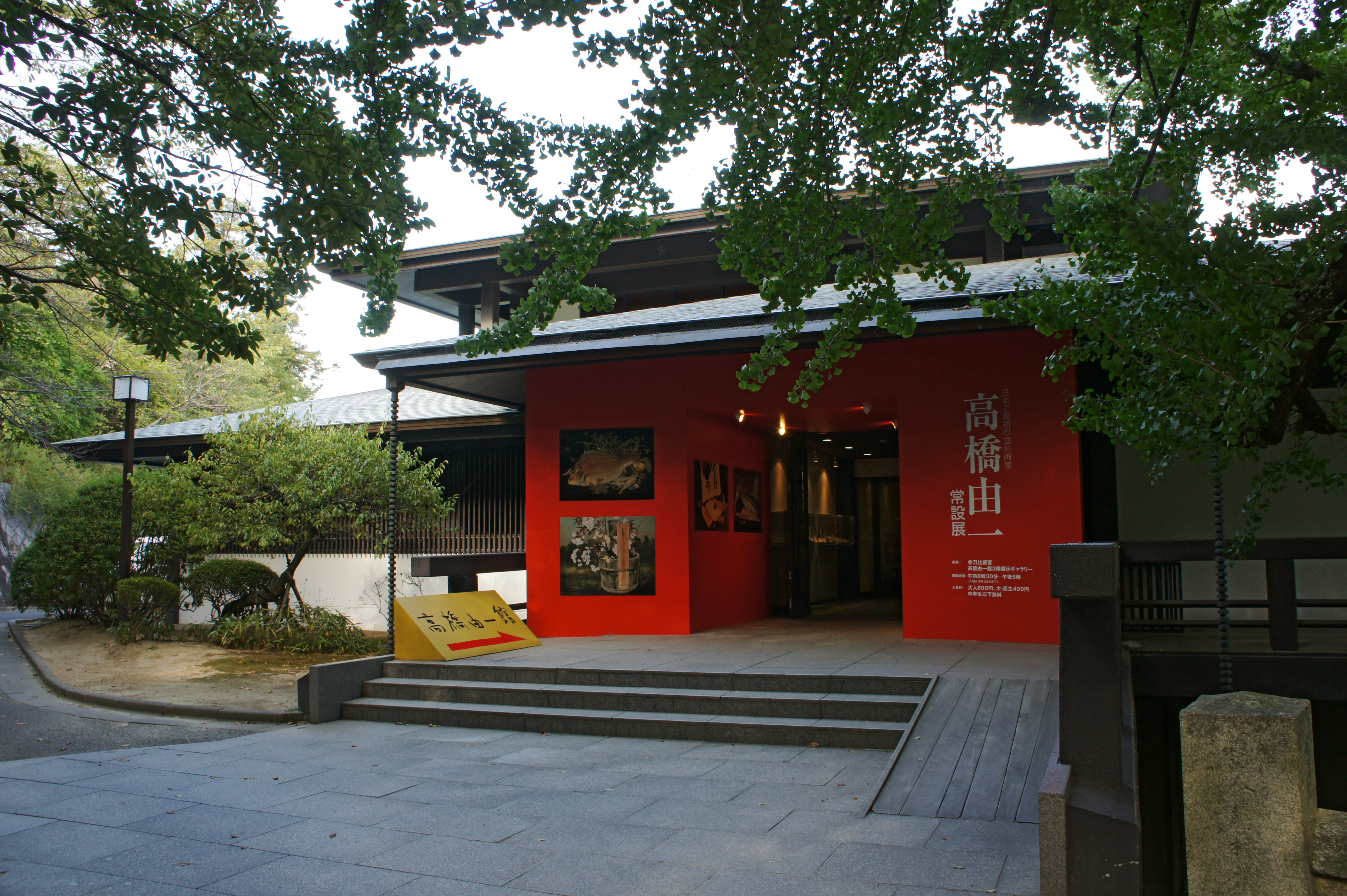
Eingang zum „Takahashi Yuichi Museum“ (高橋由一館, Takahashi Yuichi-kan) in Kotohira

Seine Motive waren sowohl alltägliche Dinge, wie Blumen oder Lebensmittel, wie Tofu, Fisch und Muscheln, aber auch Landschaften. Ebenso wurde er bekannt für Porträts von Menschen seiner Zeit. Berühmt wurde er dabei durch das Bild Bijin (美人) einer Oiran und durch das Porträt des Philosophen Nishi Amane. Das Porträt Bijin, sowie eins der drei Stillleben Sake (鮭) eines Lachses um 1877 wurden als Wichtiges Kulturgut Japans eingestuft.
Takahashi kann als ein Repräsentant der radikalen Öffnung Japans gesehen werden. Er schnitt sich selbst seinen Samurai-Zopf, den Chonmage, ab und sah seine Mission im Erlernen der westlichen Malkunst, obwohl er zu dieser Zeit schon fast 40 Jahre alt war. Er eröffnete eine eigene Malschule, organisierte Ausstellungen und war Herausgeber einer Kunstzeitschrift. Direkter Kontakt bestand zum in Yokohama lebenden englischen Maler und Karikaturisten Charles Wirgman, der ebenso detailliert das zeitgenössische Japan dokumentierte.

## Ausstellungen (Auswahl)
- Yuichi Takahashi Museum of Art in Kotohira, Japan
- 2012: Universität der Künste Tōkyō[6] und National Museum of Modern Art Kyōto (MOMAK)
- 2013: The Museum of Modern Art, Hayama[7]

## Sammlungen
- Takahashi-Sammlung im Pola Museum of Art, Hakone
- Die Sammlung im Tempel Kotohira-gū besitzt 27 Gemälde von Takahashi, die als permanente Ausstellung  im Takahashi-Yuichi-Gebäude zu sehen ist. Unter anderem „Futamigaura“, und die Stillleben „Tofu“ und „Tai“.[8]
- Die Dauerausstellung im APMOA – Aichi Prefectural Museum of Art, Nagoya[9]  – beinhaltet ebenso Werke von Takahashi, z. B. das Stillleben „Küchengeräte“ von 1878/79[10] und das Landschaftsbild Shinobazu no ike (不忍池, „Shinobazu-Teich“) von 1880.[11]